# Ola Humphrey
Ola Humphrey (1884-1948) foi uma atriz de teatro estadunidense que excursionou por toda a Austrália, Nova Zelândia, Europa e Ásia. Atuou também em três filmes, um deles o seriado inspirado em sua própria aventura, o casamento com um príncipe egípcio.

## Biografia
Nascida Pearl Ola Jane Humphrey, era filha de um vendedor de móveis de São Francisco, Thomas Marshall Humphrey, e estudou no Emerson College of Oratory.
Foi casada três vezes. O primeiro casamento foi com o ator Edwin Mordant, o segundo casamento foi em 16 de abril de 1911, com o Príncipe egípcio Ibrahim Hassan, até a morte dele, em 28 de outubro de 1918. Antes de seu casamento, ela se converteu ao islamismo e adotou o nome Habiba. Teve um filho que, após a morte de seu marido, foi dado em adoção. Sua vida com o príncipe serviu de tema para o seriado Under the Crescent, produzido em 1915 pela Universal Pictures.
Em 1920 casou pela terceira vez, com o Capitão John Henry Broadwood, com quem viveu até sua morte, em 1948.

## Filmografia
- Under the Crescent (1915)
- Missing (1918)
- Coax Me (creditada Lola Humphrey) (1919)

## Teatro
- Sister Mary (outubro de 1899 – janeiro de 1900). Peça escrita por Glen MacDonough, que tinha no elenco Madelaine Anderton, George A. Beane, Theodore Brown, Junie Bulger, Roland Carter, Charles Church, Melville Ellis, Herbert Gresham, Ola Humphrey [creditada Ola Humphreys], May Irwin, Gusie Jones, Lillie Lawton, Dorothy Livingston, Aileen May, Marie Millward, Amy Muller, Charles Prince, Louise Rial, Joseph M. Sparks, Madelon Temple, Queenie Vassar.[1]
- The Fatal Wedding (outubro – novembro de 1901).[5]
- The Scarlet Pimpernel, ao lado de Julius Knight e Harry Plimmer.[6]
- The Christian
- The Squaw Man[7]
- The Virginian